# Saint-Martin-de-la-Brasque
Saint-Martin-de-la-Brasque é uma comuna francesa na região administrativa da Provença-Alpes-Costa Azul, no departamento de Vaucluse. Estende-se por uma área de 5,64 km². Em 2010 a comuna tinha 849 habitantes (densidade: 150,5 hab./km²).